# Леди Балтимор (торт)
Торт Леди Балтимор (англ. Lady Baltimore cake) — американский белый слоистый торт со взбитой глазурью и фруктово-ореховым кремом. Считается, что торт был создан на юге Соединённых Штатов в начале XX века, но его точное происхождение оспаривается.

## История
Самая популярная легенда о торте леди Балтимор заключается в том, что южная красавица Алисия Ретт Мэйберри испекла и подала торт писателю Оуэну Уистеру в Чарлстоне, Южная Каролина. Говорят, Уистер был настолько очарован этим тортом, что использовал его название для своего романа «Леди Балтимор».
Описание торта в романе «Леди Балтимор» :
«Я хотел бы, пожалуйста, кусочек Леди Балтимор», — сказал я крайне вежливо… Я вернулся к столу, и у меня состоялась моя первая удачная встреча с Леди Балтимор. О Боже мой! Вы когда-нибудь пробовали его? Он мягкий, слоистый, и в нём есть орехи, но я не могу больше об этом писать; у меня просто слюнки текут. Неожиданное наслаждение заставило меня снова заговорить вслух с набитым ртом. «Дорогуша, это очень вкусно!»
Согласно историкам кулинарии, торт, возможно, был создан Флоренс и Ниной Оттеленги, работающими долгое время в кафе Lady Baltimore Tea Room, которые разработали торт на основе версии обычного торта Королева конца девятнадцатого века. По рассказам Оттеленги, они ежегодно пекли и отправляли торт Оуэну Уистеру в качестве благодарности за то, что он сделал их творение знаменитым, а также рассылали сотни тортов по стране на Рождество.
Первые зарегистрированные упоминания о торте с названием «Леди Балтимор» начали появляться в 1906 году, причем в нескольких газетных статьях он упоминался как «знаменитый» или «оригинальный» торт.

## Рецепт
Первые публикации рецепта были перепечатаны в нескольких газетах, включая Harrisburg, Pennsylvania 's Daily Gazette and Bulletin , The Columbus Journal и The Washington Times в 1906 году:
«Взбить белки шести яиц. Возьмите полтора стакана сахарного песка, стакан молока, почти стакан масла, три стакана муки и две чайные ложки хорошего разрыхлителя. Просейте муку и разрыхлитель вместе с другими ингредиентами, добавляя в последнюю очередь яйца. Выпекать на двух сковородках с маслом пятнадцать-двадцать минут.
Для глазури: два стакана сахарного песка и полтора стакана воды, кипятить до тягучей массы, обычно это происходит около пяти минут. Белки двух яиц взбить очень легко и медленно всыпать в них кипящий сахар, хорошо перемешивая. Возьмите из этого количества столько, чтобы было достаточно для верхней и боковых сторон торта, и добавьте оставшееся количество для начинки между двумя слоями, одну чашку мелко нарезанного изюма и чашку измельченных орехов. Получится вкусно, после того, как он должным образом запечётся».
Современные версии рецепта могут использовать безе, варёную или семиминутную глазурь, а также могут включать в начинку ром, коньяк или ликеры. Сам торт может быть белым или жёлтым.
Существует также версия, известная как «Торт лорда Балтимора», приготовленная из оставшихся яичных желтков вместо белков.